# Жимон (Жерс)
Жимон (фр. Gimont) насеље је и општина у јужној Француској у региону Миди Пирене, у департману Жерс која припада префектури Ош.
По подацима из 2011. године у општини је живело 2817 становника, а густина насељености је износила 102,14 становника/km². Општина се простире на површини од 27,58 km². Налази се на средњој надморској висини од 180 метара (максималној 232 m, а минималној 144 m).

## Демографија
| 1962. | 1968. | 1975. | 1982. | 1990. | 1999. | 2011. |
| ----- | ----- | ----- | ----- | ----- | ----- | ----- |
| 2.506 | 2.878 | 2.867 | 2.950 | 2.819 | 2.734 | 2.817 |

График промене броја становника у току последњих година